# Charles Silvestre
Charles Silvestre (Tula, 2 de febrer de 1889 - Belac, 31 de març de 1948) fou un escriptor francès, autor d'una obra emmarcada en la ruralitat llemosina. Va ser un amic de Charles Maurras i col·laborà amb aquest a l'Action Française.

## Biografia
Charles Silvestre va nàixer el 1889 a Tula, ciutat occitana llemosina al si d'una família de notables locals, el seu pare era notari. Amb tot ben jove, Charles anà viure amb el seu avi matern, Léonard Marcoux. Feu després estudis brillants, al petit seminari de Dorat primer, i més endavant al Collège Montalambert de Llemotges. Passà el batxillerat a Peiteu i l'obtingué amb les felicitacions del tribunal. Es dedicà després a la literatura i així el 1924, rebia el Premi Jean Revel per la seva novel·la Aimé Villard, Fille de France. L'any següent, va ser elegit president de l'Association littéraire, artistique et scientifique du Limousin. El 1926, rebé el Premi Femina per la seva obra Prodiges du cœur.
Es va casar amb Suzanne Popelin el 24 d'octubre de 1931 a París, però el matrimoni no durà gaire. Charles Silvestre se'n va tornar sol a viure a Peirat de Bellac on escrigué moltes obres gràcies a l'ajuda i saber de l'antiga servicial de sa mare, Louise Deborde. Aquesta que coneixia molt bé l'entorn, les tradicions i els costums d'aquella regió llemosina li inspirà gran part del marc de les seves novel·les.
Arran d'una proposta d'Anatole de Monzie, aleshores ministre de l'Educació Nacional francesa, el 14 de desembre de 1932 va rebre el títol de Cavaller de la Legió d'Honor.
El 1936, li fou atorgat el Gran Premi de l'Acadèmia Francesa pel conjunt de la seva producció.

## Obres
- L'Incomparable Ami (1920)
- Le Soleil de Salamine (1920)
- L'Amour et la mort de Jean Pradeau (1922)
- Le Merveilleux Médecin (1923)
- Aimée Villard, fille de France (1924)
- Cœurs paysans (1924)
- Prodige du cœur (1926)
- Amour sauvé (1927)
- Le Vent du gouffre (1928)
- La Prairie et la flamme (1929)
- Le Voyage rustique (1929)
- Monsieur Terral (1931)
- Pleine terre (1931)
- Au soleil des saisons (1932)
- Le Livre d'un terrien (1933)
- L'Orage sur la maison (1933)
- Le Passé d'amour (1933)
- Le Nid d'épervier (1934)
- La Roue tourne (1935)
- Le Démon du soir (1936)
- Dernier Noël (1944)
- Manoir (1946)
- Belle Sylvie